# Joachim Haedke
Joachim Haedke (* 27. Februar 1970 in München) ist ein deutscher CSU-Politiker und Unternehmer. Er war von 1998 bis 2008 Mitglied des Bayerischen Landtags.

## Leben
Joachim Haedke machte 1989 in München Abitur. In den Jahren 1989/1990 leistete er seinen Wehrdienst beim Pionierlehrbataillon in München ab. Danach studierte er von 1990 bis 1995 an der Ludwig-Maximilians-Universität München Betriebswirtschaftslehre und Philosophie sowie an der Hochschule für Politik München Politikwissenschaften.

## Politischer Werdegang
1986 trat er der Jungen Union und der CSU bei. Von 1995 bis Ende 2001 amtierte er als Bezirksvorsitzender der Münchner Jungen Union und war somit Mitglied des Landesausschusses der JU-Bayern (bis 2003).
Im Rahmen seiner Vorstandstätigkeit wurde er im Jahre 2002 Vorsitzender der „Zukunftskommission“ in der Münchner CSU. Aufgabe war es, der CSU-München ein moderneres, urbaneres Großstadtprofil zu geben.
Joachim Haedke ist seit 2008 Vorsitzender der Jungen Gruppe der CSU-Landtagsfraktion. Die Junge Gruppe ist ein Zusammenschluss jüngerer CSU-Abgeordneter, der sich vordergründig für die Anliegen der jüngeren Generation einsetzt. Die Junge Gruppe im Bayerischen Landtag hat bereits die Einrichtung von Pensionsfonds für Beamtenpensionen erreicht. Haedke möchte den Kurs nachhaltiger Finanzpolitik beibehalten.

## Landtagsabgeordneter
Haedke wurde am 13. September 1998 als Direktkandidat in den Bayerischen Landtag gewählt (Stimmkreis München-Giesing). Er erzielte 43,4 % während sein Gegenkandidat, der ehemalige Dritte Bürgermeister von München Klaus Hahnzog, 36,5 % erreichte. In der 14. Legislaturperiode gehörte er dem Ausschuss für Kommunale Fragen und Innere Sicherheit sowie dem Ausschuss für Landesentwicklung und Umweltfragen an. Zudem war er in dieser Legislaturperiode stellvertretendes Mitglied in der Enquete-Kommission „Mit neuer Energie in das neue Jahrtausend“, deren Aufgabe es war, Empfehlungen zur bayerischen Energiepolitik zu erarbeiten.
Am 21. September 2003 wurde Haedke als Direktkandidat im Stimmkreis München-Giesing für die 15. Legislaturperiode des Bayerischen Landtags bestätigt. Er erzielte 46 %, während der Stimmanteil seiner Gegenkandidatin, der SPD-Politikerin Adelheid Rupp, um 13,6 % geringer ausfiel. Seitdem ist er Mitglied im Ausschuss kommunale Fragen und innere Sicherheit sowie in der Datenschutzkommission.
Zur Landtagswahl 2008 stand er in Folge der Münchner CSU-Affäre nicht mehr zur Wahl.

## Politischer Kurs und Positionierung
Haedke strebte stets ein liberaleres, großstädtischeres Image der CSU München an, wobei er es, bedingt durch seine Mitgliedschaft im Innenausschuss des Bayerischen Landtages, verstand, gleichzeitig für Law and Order einzutreten. Wesentliche Positionen fasste er im Rahmen seiner Tätigkeit als Vorsitzender der Zukunftskommission (2002) der CSU-München ab. Diese wurden in zahlreichen Artikeln in den Medien lanciert und abschließend mit dem damaligen CSU-Bezirksvorsitzenden Johannes Singhammer der Öffentlichkeit vorgestellt. Andere in den Medien aufgegriffene Punkte waren der Wandel der zu diesem Zeitpunkt noch extrem konservativen CSU-Familienpolitik auf städtischer Ebene. Er forderte, diese besser an die hohe Zahl an Single-Haushalte (>50 % in München) und die Bedürfnisse junger Frauen anzupassen. Auch solle die Tabuisierung von in der Stadtgesellschaft lebenden Minderheiten (Homosexuellen etc.) beendet und ein aktiver Dialog begonnen werden. Haedke forderte zur Umsetzung seiner Idee eine inhaltliche Diskussion innerhalb der CSU. Jeder, der ein höheres Amt innehatte, sollte sich an ihr beteiligen müssen. Haedke hat den Ruf, ein selbstbewusster Ideengeber zu sein. Im Wahlprogramm 07/08 zur Kommunalwahl, hat die CSU-München bereits wesentliche Aspekte übernommen.

## Politische Arbeit

### Beendigung der Strafzettelquote
Haedke erwirkte die Beendigung der Bayerischen Strafzettelquote im Juli 2001. Bis dato musste jeder Bayerische Streifenbeamte täglich drei Strafzettel verteilen. Nach dem damaligen stellvertretenden Leiter der Münchner Polizeidirektion, Robert Heimberger, führte das dazu, dass die Beamten danach bewertet wurden, wie viele „Lappen“ sie verteilen. Der damalige Landesvorsitzende der Gewerkschaft der Polizei (GdP), Werner Leberfinger, sah die Regelung als Bremse im Verkehrsfluss der Polizei: „Unsere Beamten im Streifenwagen sind in München ohnedies durch Einsatzfahrten für die Einsatzzentrale, mit dem Abarbeiten der Aufgaben, die auf dem Streifenzettel stehen, und dem Objektschutz ausgelastet.“ Haedke forderte den damaligen Innenminister und späteren Ministerpräsidenten Günther Beckstein in seiner Funktion als Mitglied des Innenausschusses dazu auf, Stellung zu nehmen, woraufhin das Innenministerium erklärte, die Sachlage prüfen zu wollen. Daraufhin setzte eine intensive publizistische, aber auch interne Diskussion ein. Haedke gelang es in zahlreichen Sitzungen und Besprechungen, im Innenausschuss eine Erklärung auf den Verzicht von Strafzettelquoten zu erwirken.

### Einführung der Faschingsferien
Haedke stellte im Ausschuss für Bildung, Jugend und Sport die Forderung nach Faschingsferien im Jahr 2001 auf. Er wollte Familien damit die Zeit von den Weihnachts- bis zu den Osterferien verkürzen. Im Ausschuss wurde der Beschluss gefasst, dass die Staatsregierung dem Landtag konkrete Modelle und einen Zeitpunkt vorzulegen hat, wann die Ferien eingeführt werden können. Die Sprecherin der damaligen Kultusministerin Monika Hohlmeier, Claudia Piatzer dazu: „Monika Hohlmeier steht dem Antrag sehr wohlwollend gegenüber, sie prüft gerade wie man ihn umsetzen kann.“ Dazu machte Haedke den Vorschlag, die Sommerferien um drei Tage zu kürzen. Letzten Endes folgten seinem Antrag die Fraktionen von CSU und Bündnis 90/Die Grünen sowie einige SPD-Vertreter.

### Gesetz zur Flexibilisierung kommunaler Standards
Joachim Haedke legte der CSU-Landtagsfraktion sowie der „Henzler-Kommission“ einen Gesetzentwurf zur „Finanziellen Entlastung der Kommunen durch Flexibilisierung von Leistungsstandards“ vor. Diese hatte beispielsweise zum Ziel, dass Kommunen immer dann von Landestandards abweichen können, wenn diese Abweichung von einem zuständigen Ministerium genehmigt werden würde. Hintergrund ist, dass kommunale Bauwerke wie Kindergärten oft sündhaft teuer werden, weil eine Landesvorschrift die Kommunalpolitiker zwingt, Anschaffungen zu tätigen, die im konkreten Fall, überflüssig, sinnlos oder doppelt sind. Entsprechende Anträge könnte das Innenministerium genehmigen. Im Saarland findet ein ähnliches Gesetz bereits erfolgreich Anwendung.
Seit dem Jahr 2003 findet die Flexibilisierung kommunaler Standards auch vereinzelt Anwendung in Bayern, so wurden von 2003 bis 2004 über 350 Einzelvorschläge dazu beschlossen. „So schaffen wir nicht nur neue Handlungsspielräume für die Kommunen, sondern setzen auch positive Impulse für die wirtschaftliche Entwicklung und für die Bürgerorientierung und Schnelligkeit der Verwaltung. Davon profitieren die Wirtschaft und unsere Bürgerinnen und Bürger“ berichtet der Staatskanzleichef Eberhard Sinner.

### Neues Polizeiaufgabengesetz / Abhörgesetz verhindert
Haedke setzte sich gegen einen internen Gesetzesvorschlag der CSU-Fraktion bezüglich des Polizeiaufgabengesetz (PAG) ein. Das Polizeiaufgabengesetz ist von Bundesland zu Bundesland unterschiedlich und regelt die Aufgaben der Sicherheitsbehörden sowie die dabei zu beachtenden rechtlichen Bestimmungen. Als konkreten Vorschlag wollten einige CSU-Fraktionsmitglieder eine präventive Überwachungsmöglichkeit einführen. Dabei hätte ein Polizeibeamter ohne richterliche Ermächtigung auf den bloßen Verdacht hin, dass eine Person eine Straftat begehen könnte, diese abhören lassen können.
Haedke, der von Anfang an gegen das Gesetz war und sich als erster von ihm distanzierte, bezeichnete es als „Schnellschuss“. Seiner Meinung nach hätte man es vorher gründlicher in der Fraktion diskutieren müssen. Er befand, dass es zu starke Eingriffe in die Grundrechte der Bürger enthielt. So sah es z. B. vor, der Polizei die Möglichkeit zu geben, Personen bei „Gefahr“ bis zu drei Tage ohne richterlichen Beschluss zu überwachen. Das Gesetz wurde zurückgezogen, zahlreiche Parlamentarier sowie Kirchen- und Medienvertreter schlossen sich Haedkes Protest an.

### Keine neuen Steuern
Der Vorschlag des damaligen Fraktionsvorsitzenden und heutigen Landtagspräsidenten, Alois Glück, sowie dem einstigen Leiters der Bayerischen Staatskanzlei und heutigen Staatsministers der Finanzen Erwin Huber, eine neue Besteuerung in Form einer Bagatellsteuer einzuführen, wurde von Joachim Haedke schwer kritisiert (Bagatellsteuern umfassen in der Regel weniger als 0,1 % des Gesamtsteueraufkommens. Die Hunde-, Kino- oder Salzsteuer sind Beispiele für die verschiedenen Formen der Bagatellsteuern).
Huber und Glück wollten diese Gelder den Kommunen überlassen und hofften dadurch deren Einnahmen zu erhöhen, um ihnen so mehr kreative Freiheit zu geben „und das Subsidiaritätsprinzip zu gewährleisten“. Haedke war anderer Meinung: „Ich halte das für den absolut falschen Weg. Statt über neue Steuern sollte man eher über Steuersenkungen nachdenken.“ Seiner Meinung nach würden die nur geringfügigen Mehreinnahmen zusammen mit dem extrem hohen Verwaltungsaufwand ein Nullsummenspiel bedeuten. Außerdem hätten neue Belastungen für die Bürger gerade in der damaligen Zeit negative Auswirkungen auf deren Geldbeutel zur Folge gehabt. Haedkes Initiative war letzten Endes erfolgreich und es wurden keine neuen Steuern eingeführt.

### Venture Capital
Auf Initiative von Joachim Haedke hin hat die Bayerische Staatsregierung eine Bundesratsinitiative mit seinen Forderungen gestartet. Haedke kritisierte, dass die Bundesregierung die Schaffung neuer Arbeitsplätze verhinderte, indem sie eine Regelung für so genannte Venture Capital-Finanzierungen falsch plante und nicht umsetzte. Sein Ziel war es, ein investitionsfreundliches Klima zu schaffen, um mittelständischen Unternehmen eine bankenunabhängige Finanzierung zu ermöglichen und neue Arbeitsplätze zu schaffen.
Das Gesetz wurde am 18. Juni 2004 mit Stimmen von Grünen, CDU / CSU und der SPD im Bundestag verabschiedet. Der damalige Finanzminister Kurt Faltlhauser sagte in einer öffentlichen Veranstaltung, dass seines Wissens Haedkes Vorschlag die einzige CSU-Länderoffensive war, die unter Rot-Grün beschlossen wurde.

### Transrapid
Nach dem Aus für den Transrapid auf der Trasse Hamburg – Berlin war Joachim Haedke der erste Politiker, der den Transrapid auf der Trasse vom Münchner Hauptbahnhof zum Franz Josef Strauß-Flughafen forderte. Oberbürgermeister Christian Ude bezeichnete es damals als „Schnapsidee“, woraufhin Haedke ihm, „damit er auch einmal eine derartige Idee hat“, nach einem Meinungsumschwung einen niederbayerischen Schnaps ins Rathaus bringen ließ. Er hält München als eine europäische Großstadt ohne direkt angeschlossenen Flughafen nicht für konkurrenzfähig. Zudem ist das nach seiner Meinung der einzige Weg, eine Zuganfahrt für Fernanreisende attraktiv zu machen und nur so könne ökologisch nachhaltig der Einsatz des öffentlichen Personennahverkehrs gesichert werden.

### Lockerung der Bayerischen Sperrzeitregelung
Haedke forderte auf der CSU-Arbeitstagung im Kloster Banz, die allgemeine Sperrzeit unter der Woche, am Wochenende und an nicht stillen Feiertagen um jeweils eine Stunde in die Nacht zu verlängern. Im Anschluss hatten einige Abgeordnete der CSU-Fraktion einen Dringlichkeitsantrag dazu gestellt. Haedke kritisierte, dass die Bayerische Sperrzeitregelung, im Vergleich zu allen anderen Bundesländern, die strengste war und kam somit auch dem langen Wunsch des Bayerischen Hotel- und Gaststättenverbandes nach, der das schon seit langem forderte. Ferner strebte er mehr Eigenverantwortung der Polizei bei der Handhabung von Überschreitungen der Sperrzeit an. Der Antrag wurde am 9. Oktober 2002 im Landtag beschlossen. Dazu Haedke: „Mit dieser Lockerung kommen wir sowohl dem veränderten Ausgehverhalten der Bevölkerung, als auch den Forderungen der Gastwirte entgegen.“ Nach Meinung Haedkes und anderen Politikern aus der CSU-Fraktion, könne es bei einem positiven Verlauf der neuen Regelung mittelfristig zur kompletten Abschaffung der Sperrzeitregelung, mit Ausnahme der sogenannten Putzstunde, kommen. Am 1. Januar 2005 ist dieses Gesetz in Kraft getreten.

### Erfolgreiche Auseinandersetzung mit Scientology bis zum Bundesverfassungsgericht
Joachim Haedke veröffentlichte als Chef der Jungen Union München eine Pressemitteilung, in der er androhte, die Namen von Firmen zu veröffentlichen, die mit Scientology zusammenarbeiten. Sein Ziel war die Schwächung von Scientology, das er als Gefahr für die Münchner empfand. Als der für den Vertrieb von Scientology-Büchern verantwortlichen Firma erste Verträge gekündigt wurden, verklagte sie die JU-München auf Unterlassung. Der Klage wurde in erster Instanz stattgegeben. „Es ist unglaublich, wenn eine Jugendorganisation nicht mehr sagen darf, dass Scientology gefährlich ist“, erzürnte sich Haedke über das Urteil. Auch die Berufungsverhandlung am Oberlandesgericht München wurde verloren. Anschließend stelle die Firma den Antrag, gegen die JU ein Ordnungsgeld zu verhängen, welcher aber abgelehnt wurde. Das Urteil wurde jedoch nicht akzeptiert. Somit wurde beim Bundesverfassungsgericht Verfassungsbeschwerde eingelegt, die final gewonnen wurde. Nun wurde der Fall an das Oberlandesgericht München zurückverwiesen, die Klage aber von Seiten der Firma zurückgenommen, da vor dem Hintergrund des Verfassungsgerichtsurteils auch mit einer Niederlage vor dem OLG zu rechnen war.

## Mitgliedschaften
Haedke ist Mitglied im Parlamentskreis Mittelstand (PKM) der CSU-Fraktion im Bayerischen Landtag und gehörte bis zum 29. November 2005 dem Vorstand des Münchner Bezirksverbandes des Bundes der Selbständigen/Deutscher Gewerbeverband an.

## Rolle in der „Münchner CSU-Affäre“
Haedke wurde vom Amtsgericht München während der Urteilsverkündung am 29. Juni 2004 als der „Drahtzieher“ der „Münchner CSU-Affäre“ um Stimmenkauf und Wahlmanipulation bezeichnet. Die Amtsrichterin Petra Axhausen warf ihm vor, er habe „die Grundregeln der Demokratie verletzt“. Da ihm im Gegensatz zu den Beteiligten Christian Baretti, Rasso Graber und Stephanie Lütge keine Straftatbestände nachgewiesen werden konnten, ging er straffrei aus.
Auf Beschluss des Münchner CSU-Bezirksvorstandes wurde Haedke am 19. Juli 2004 für fünf Jahre jedes Parteiamt entzogen. Am 22. Juli 2004 leitete er gegen sich selbst ein Parteiausschlussverfahren ein, damit „ein unbeeinflussbares Parteigericht“ das „Zerrbild meiner Person“ zurechtrücken könne. Am 23. Juli 2004 entschied die Münchner CSU-Parteispitze einstimmig, ein Parteiausschlussverfahren gegen ihn einzuleiten.
Dieser erste Anlauf scheiterte jedoch. Am 27. April 2005 lehnte das parteiinterne Schiedsgericht einen Ausschluss Haedkes mit der Begründung ab, dass es nach seiner bereits erfolgten Sperre von allen Parteiämtern keine Doppelbestrafung geben dürfe.
Am 30. Mai 2005 verweigerte Haedke vor dem Untersuchungsausschuss im Bayerischen Landtag jede Aussage, um sich nicht selbst zu belasten.
Auf ihrer Landesversammlung in Schweinfurt verlangte die Junge Union von der CSU-Landtagsfraktion am 10. Juli 2005, Joachim Haedke infolge der Perlacher Wahlaffäre auszuschließen. Am 12. August 2005 forderte die SPD im Bayerischen Landtag die CSU-Fraktion auf, eine Abgeordneten-Klage gegen Haedke zu unterstützen. SPD-Fraktionschef Franz Maget mahnte in einem Schreiben die CSU „ihre Zweidrittelmehrheit nicht zu missbrauchen und den als Drahtzieher bezeichneten Haedke nicht länger in ihren Reihen zu dulden“. Die CSU lehnte die Forderung umgehend ab. Sie wolle das Ergebnis des Hohlmeier-Untersuchungsausschusses und des parteiinternen Schiedsgerichtsverfahrens gegen Joachim Haedke abwarten.
Der Sprecher der Münchner CSU, Helmut Pfundstein, äußerte am 12. Dezember 2005 gegenüber dem Bayerischen Rundfunk, der Münchner Bezirksverband wolle die Entscheidung des Schiedsgerichts anfechten und Berufung einlegen. Haedke könne nicht in der Partei bleiben, weil der CSU durch sein Verhalten nachhaltig erheblicher Schaden entstanden sei. Dieser Beschluss sei mit „breitester Mehrheit“ gefällt worden. Im Gegensatz zum Münchner Bezirksverband betonte der Sprecher der CSU-Landtagsfraktion Oliver Platzer: „Für die Fraktion besteht kein Handlungsbedarf“.
Am 8. Juli 2006 entschied das Landesschiedsgericht der CSU unter seinem Vorsitzenden Oberstaatsanwalt Clemens Lückemann, dass ein Ausschluss Haedkes unzulässig sei. Es lehnte damit den entsprechenden Antrag des CSU-Stadtvorstandes abermals ab. Dem bereits verhängten fünfjährigen Verbot, Parteiämter zu bekleiden, dürfe aus formalen Gründen keine weitere Bestrafung folgen, obwohl Haedkes Verhalten in der Münchner CSU-Affäre „auch seinen Ausschluss rechtfertigen würde“. Der Münchner Parteichef Otmar Bernhard „hatte vor dem Schiedsgerichtsverfahren erklärt, die Münchner CSU-Spitze habe mit ihrem durch alle Parteiinstanzen verfochtenen Ausschlussbegehren alles versucht, ihn loszuwerden“. Nach dem Scheitern vor dem Landesschiedsgericht betrachtet der CSU-Bezirksverband das Haedke-Verfahren als beendet. Die Stadträtin und Rechtsanwältin Evelyne Menges, die die Münchner CSU vor dem Parteigericht vertrat, sagte, man „sei von der Entscheidung enttäuscht (…). Das Gericht habe sich der Rechtsauffassung der Münchner CSU nicht angeschlossen“.
Am 10. Juli 2006 forderten die bayerischen Grünen Ministerpräsident Edmund Stoiber und CSU-Fraktionschef Joachim Herrmann auf, Joachim Haedke aus der Landtags-CSU auszuschließen. Theresa Schopper, Landesvorsitzende der Grünen in Bayern, betonte gegenüber der Deutschen Presse-Agentur: „Sonst bleibt der Eindruck, dass Wahlfälschungen und Mitgliederkauf in der CSU quasi ein Teil der Parteifolklore sind und nicht als kriminelle Machenschaften geahndet werden“.
Ende Januar 2007 geriet Haedke erneut politisch unter Druck. Noch vor der Veröffentlichung des Abschlussberichtes zur „Münchner CSU Affäre“ wiederholten SPD und Grüne nachdrücklich die Forderung, Haedke aus dem Landtag zu entfernen. Gleichzeitig versuchte Haedke einen politischen Wiedereinstieg, indem er für eine stärkere Berücksichtigung großstädtischer Themen im CSU-Parteiprogramm eintrat. Das stieß auf parteiinterne Kritik.
Am 15. März 2007 kündigte Joachim Haedke bei einer Pressekonferenz an, er werde im Jahr 2008 nicht mehr für den bayerischen Landtag kandidieren. „Als unglaubwürdige Person kann ich leider keine Politik mehr machen“, erklärte Haedke. Er wolle CSU-Mitglied bleiben und weiterhin in seinem Beruf als Unternehmensberater tätig sein.